# دراسات الإنترنت
تعد الدراسات عبر الإنترنت مجالًا متعدد التخصصات يدرس التخصصات الاجتماعية والنفسية والتربوية والسياسية والفنية والثقافية وغيرها في مجال الإنترنت وتقنيات المعلومات والاتصالات المرتبطة بها. في حين أن الدراسات على الإنترنت تنتشر الآن عبر التخصصات الأكاديمية، هناك تعاون متزايد خلال هذا الاستثمار.خلال السنوات الأخيرة، أصبحت الدراسات على الإنترنت منظمة وتابعة لمؤسسات تعليمية كدورات دراسية في العديد من مؤسسات التعليم العالي.توجد مواضيع مشابهة في عدد من الأقسام، بما في ذلك أقسام «الإنترنت والمجتمع» أو «ثقافة الإنترنت»، أو «المجتمع الافتراضي»، أو «الثقافة الرقمية»، أو «وسائل الإعلام الجديدة» أو «الوسائط المتقاربة»، أو «المدارس التقنية»، أو برامج مثل " Media in Transition "في معهد تعليم عالي ماساتشوستس للتكنولوجيا. على الجانب البحثي، تتداخل دراسات الإنترنت مع الدراسات حول الحوكمة الحاسوبية والتفاعل بين الإنسان والحاسوب ودراسات العلوم والتكنولوجيا. الإنترنت والمجتمع مجال بحثي يتعامل مع الترابط بين الإنترنت والمجتمع، أي كيف غيّر المجتمع الإنترنت وكيف غيّر الإنترنت المجتمع.
علاقة الإنترنت، cyberhate ، Web 2.0 ، والجريمة السيبرانية، والسياسة الإلكترونية ‏، والإنترنت الاقتصاد، إلخ. بما أن معظم الدراسات العلمية التي تعتبر الإنترنت والمجتمع في عناوين كتبهم هي نظريات اجتماعية بطبيعتها، يمكن اعتبار الإنترنت والمجتمع كنهج بحثي نظري اجتماعي بالدرجة الأولى في دراسات الإنترنت.
و من أضرارها أنها دائماً تستغل الوقت بالتسلية.

## موضوعات الدراسة
في السنوات الأخيرة، أصبحت دراسات الإنترنت منظمة وتابعة لمؤسسات تعليمية  كالدورات الدراسية في العديد من مؤسسات التعليم العالي، بما في ذلك جامعة أكسفورد، جامعة هارفارد، كلية لندن للاقتصاد، جامعة كورتين للتكنولوجيا، جامعة برانديز، كلية إنديكوت ‏، الجامعة العبرية في القدس، جامعة ولاية الآبالاش وجامعة مينيسوتا.
تشمل التخصصات التي تساهم في الدراسة عبر الإنترنت ما يلي:
- التواصل بوساطة الكمبيوتر: مثل دور البريد الإلكتروني، وسائل الإعلام الاجتماعية، لعبة تقمص الأدوار كثيفة اللاعبين على الإنترنت، الدردشة عبر الإنترنت، المدونات، والرسائل النصية في عمليات الاتصال.
- الحقوق الرقمية: بما في ذلك الخصوصية، وحرية التعبير، والملكية الفكرية، وإدارة الحقوق الرقمية.
- العمالة الرقمية و "Gig Economy".
- بنية الإنترنت  [لغات أخرى]‏: بما في ذلك البرمجة والبنية الأساسية للإنترنت، مثل TCP / IP وHTML وصفحات الطرز المتراصة وCGI وسي إف إم وDOM وJS وPHP وXML.
- ثقافة الإنترنت: بما في ذلك ظهور عامية الإنترنت، والثقافة الإلكترونية والموسيقى الرقمية.
- أمن الإنترنت: مثل بنية ونشر الفيروسات والبرامج الضارة واستغلال البرمجيات، فضلاً عن أساليب الحماية، بما في ذلك برامج مكافحة الفيروسات والجدران النارية.
- مجتمعات الإنترنت: بما في ذلك منتديات الإنترنت والمدونات وألعاب MMORPG.
- البرامج مفتوحة المصدر: التركيز على قدرة مستخدمي الإنترنت على التعاون لتعديل وتطوير وتحسين البرامج المتوفرة للجمهور مجانًا دون مقابل.
- علم اجتماع الإنترنت: بما في ذلك الآثار الاجتماعية للإنترنت، والشبكات الاجتماعية الجديدة، والمجتمعات على الإنترنت (المجتمعات الافتراضية)، وممارسات الهوية والتفاعل الاجتماعي على الإنترنت.
- دراسات العلوم والتكنولوجيا: كيف ولماذا نمتلك التقنيات الرقمية التي نمتلكها، وكيف تجسد وتشكل تطورها.

## المؤلفون الرئيسيون
يعد عدد من المجلات الأكاديمية محوريًا في التواصل بين الأبحاث في هذا المجال، بما في ذلك الموضوعات السيئة والتقارب: مجلة الأبحاث في تقنيات وسائل الإعلام الجديدة و Ctheory , علم النفس السبراني  + السلوكيات، سلوك تفاعل الإنسان والحاسب، الاثنين الأول ‏، المعلومات، الاتصال، المجتمع، and and Society ، مجتمع المعلومات، مجلة التواصل عبر الكمبيوتر ‏، M / C ، وسائل الإعلام والمجتمع الجديدة، ثلاثية ج: مجلة
من أجل مجتمع عالمي مستدام للمعلومات، مجلة Fibreculture, و مجلة TeknoKultura , لكن الأبحاث المتعلقة بدراسات الإنترنت تظهر في مجموعة متنوعة من الأماكن والتخصصات.
العمل التأسيسي الرئيسي، الذي تم تطويره في دراسات الإنترنت، تم ايجاده في دراسات على  مجتمع المعلومات وجمعية الشبكات من قبل علماء مثل مانويل كاستيلز، مارك بوستر ‏، فرانك ويبستر، الخ. مؤلفين مهمين آخرين همشيرى توركيل وروبرت كروت ‏ بسبب علاقاتهم الاجتماعية. اباتي وباتريس فليتشي من أجل أبحاثهم الاجتماعية-التاريخية؛ باري ويلمان وكارولين هيثرنويت لنهج شبكتهم الاجتماعية؛ رونالد إي رايس لمساهماته في علوم المعلومات؛ دايفيد ليون وفليب ارغ لكتابتيهما الخاصة بالخصوصية والمراقبة؛ لورانس ليسيغ، أندرو تشادويك ‏، جوناثان زيترين ‏لدراستهم للقانون والسياسة؛ وروبن ويليامز وروبن مانسيل وستيف وولجار لمساهماتهما في الابتكار.

## تاريخ
كما يجادل باري ويلمان، قد تجد الدراسات على الإنترنت بداياتها مع نشر «شبكة الأمة» عام1978 ، وكان يهيمن عليها إلى حد كبير علماء الكمبيوتر، حيث عرضوا في أماكن مثل مؤتمر CSCW السنوي. وقد انضم إليهم بسرعة الباحثون في مجالات الأعمال وعلوم المكتبات والمعلومات. وبحلول أواخر التسعينيات، كان هناك المزيد من الاهتمام بإجراء استثمار منهجي في المستخدمين وكيفية استغلالهم للتكنولوجيات الجديدة. خلال التسعينات، بدأ الانتشار السريع للإنترنت في جذب المزيد من الاهتمام من عدد من العلوم الاجتماعية والعلوم الإنسانية، بما في ذلك مجال الاتصال. بعض هذه الاستثمارات، مثل مشروع بيو إنترنت اند امريكان لايف ومشروع الإنترنت العالمي، وضع البحث في إطار منهج العلوم الاجتماعية التقليدية، مع التركيز أقل على التكنولوجيا من التركيز على أولئك الذين يستخدمونها. لكن التركيز بقي على المستوى الكلي. في المملكة المتحدة، وضع برنامج ESRC حول تكنولوجيا المعلومات والاتصالات (1986-1996) أعمالًا أرضية كبيرة حول كيفية تفاعل المجتمع وتكنولوجيا المعلومات والاتصالات، حيث جمع بين مجموعات مهمة من الباحثين من وسائل الإعلام والاتصالات والمجتمع والابتكار والقانون والسياسة والصناعة عبر الشركات الرائدة جامعات المملكة المتحدة.
في عام 1996، تم التعبير عن هذا الاهتمام بطرق أخرى أيضًا. بدأت جامعة جورجتاون بتقديم برنامج الماجستير ذات الصلة في ذلك العام، وفي جامعة ميريلاند، أنشأ ديفيد سيلفر مركز الموارد للدراسات المتعلقة بالثقافة الإلكترونية  على الويب. طورت ميدلبري كوليدج سياسة الواقع الافتراضي، وهي واحدة من أوائل الدورات الدراسية الجامعية المخصصة لاستكشاف الآثار السياسية والقانونية والمعيارية لشبكة الإنترنت من أجل الديمقراطية الليبرالية. بحلول عام 2001، أشارت مجلة كرونيكل للتعليم العالي ‏ إلى أن «دراسات عبر الإنترنت» آخذة في الظهور كأنها تخصص في حد ذاتها، كما هو مقترح في برنامج البكالوريوس الأول في المنطقة، والذي تم تقديمه في جامعة برانديز، وأشار إلى أنه «ربما يكون أكثر العلامات دلالة على  زخم المجال» هو شعبية المؤتمر السنوي الذي أنشأته رابطة الباحثين على الإنترنت ‏ في وقت مبكر.
من منظور اجتماعي خاص، يقوم جيمس سليفن (2000)  بتطوير نظرية اجتماعية للإنترنت التي يتم إعلامها في المقام الأول من خلال الخط الفكري الذي يرتكز عليه عالم الاجتماع البريطاني أنتوني جيدينز، في حين أن كريستيان فوكس (2008) هو حساب نظري اجتماعي يستند بشكل أساسي في أعمال علماء النظريات النقدية مثل هربرت ماركوز، بمفهوم التنظيم الذاتي الاجتماعي، والتفكير الماركسي الجديد.
وقد ركزت الأساليب الحديثة في دراسة الإنترنت على تحديد استخدام التكنولوجيا في سياقات اجتماعية معينة، وفهم كيفية ارتباطها بالتغيير الاجتماعي والمؤسسي.

## المنظمات العلمية
- الجمعية الأمريكية لعلوم وتكنولوجيا المعلومات  [لغات أخرى]‏ (ASIST)
- الرابطة الأمريكية لعلم الاجتماع، قسم تكنولوجيا الاتصالات والمعلومات (CITASA)
- رابطة باحثى الانترنت  [لغات أخرى]‏ (AoIR)
- رابطة التعليم في الصحافة والاتصال الجماهيري، قسم الاتصالات والتكنولوجيا (CTEC)
- جمعية ماكينات الحوسبة (ACM)
- الرابطة الأوروبية لدراسة العلوم والتكنولوجيا
- الاتحاد الأوروبي للبحوث السياسية (ECPR) المجموعة الدائمة للإنترنت والسياسة (SG)
- رابطة الاتصالات الدولية لتقنية الاتصالات والتكنولوجيا (CAT)
- الرابطة الدولية لبحوث الإعلام والاتصالات
- رابطة الاتصالات الوطنية  [لغات أخرى]‏ (NCA) قسم الاتصالات والتكنولوجيا البشرية (HCTD)
- جمعية الدراسات الاجتماعية للعلوم

## المجالات المرتبطة
- التجارة الإلكترونية
- تفاعل الإنسان والحاسوب
- أخلاقيات البحث على الإنترنت  [لغات أخرى]‏
- علوم المكتبات
- دراسات العلوم والتكنولوجيا
- علم الويب

## References
1. ↑  Silver، David (2004). "Internet/cyberculture/digital culture/new media/fill-in-the-blank studies". New Media & Society. ج. 6 ع. 1: 55–64. DOI:10.1177/1461444804039915. مؤرشف من الأصل في 2013-02-01.
2. ↑  "Computers in Human Behavior". Elsevier. مؤرشف من الأصل في 2019-04-14.
3. ↑  "The Fibreculture Journal". fibreculturejournal.org. مؤرشف من الأصل في 2019-05-12.
4. ↑  "TeknoKultura". مؤرشف من الأصل في 2019-05-15.
5. ↑  Wellman، Barry (2004). "The three ages of internet studies: ten, five and zero years ago". New Media & Society. ج. 6 ع. 1: 123–129. DOI:10.1177/1461444804040633. مؤرشف من الأصل في 2013-02-01.
6. ↑  Rice، Ronald E. (2005). "New media/internet research topics of the Association of Internet Researchers". The Information Society. ج. 21: 285–299. DOI:10.1080/01972240500189232.
7. ↑  Newhagen، John E.؛ Rafaeli، Sheizaf (1996). "Why communication researchers should study the internet: a dialog". Journal of Computer-Mediated Communication. ج. 1 ع. 4. مؤرشف من الأصل في 2012-11-05.
8. ↑  "RCCS: Welcome". rccs.usfca.edu. مؤرشف من الأصل في 2018-07-28.
9. ↑  McLemee، Scott (30 مارس 2001). "Internet studies 1.0: a discipline Is born". The Chronicle of Higher Education. ج. 47 رقم  29. ص. A24.
10. ↑  James Slevin. 2000.

## بالاضافه اقرا
- المجتمع والإنترنت - كتاب عام حول الموضوع الذي تنشره جامعة أكسفورد.